# Croston
Croston är en ort och civil parish i Storbritannien.   Den ligger i grevskapet Lancashire och riksdelen England, i den centrala delen av landet, 300 km nordväst om huvudstaden London. Croston ligger 11 meter över havet och antalet invånare är 2 739.
Terrängen runt Croston är platt. Runt Croston är det tätbefolkat, med 493 invånare per kvadratkilometer. Närmaste större samhälle är Preston, 12,1 km norr om Croston. Trakten runt Croston består i huvudsak av gräsmarker.